# 德雷萨诺
德雷萨诺（義大利語：Dresano），是意大利米兰省的一个市镇。总面积3平方公里，人口2939人，人口密度979.7人/平方公里（2009年）。国家统计（ISTAT）代码为015101。